# DART (железная дорога)
DART (англ. Dublin Area Rapid Transit) — часть железнодорожной сети пригородно-городского сообщения в агломерации Большого Дублина (Ирландия). Действует с 1984 года.

## История
Первоначально линия DART шла от станции Хоут на северо-востоке Дублина, через расположенные в центре города вокзал Конноли и станции Тара-Стрит и Пирс, на юг до станции Брей в графстве Уиклоу. Позже линия была продлена на одну станцию к югу, Грейстонс, и на две от станции Хоут Джанкшен к северу, Портмарнок и Малахайд.

## Развитие
В соответствии с государственным планом развития транспортной инфраструктуры Ирландии «Transport 21» запланировано продление линии, для чего она будет разбита на две части. Южный участок существующей линии от вокзала Конноли пойдёт в северо-западном направлении до Мейнут. Вторая линия пойдёт от станции Дроэда, поглотив северную часть существующей линии до станции Клонтарф-Роуд, через возводимый соединительный тоннель Interconnector до Хезелхатч. Станция Пирс станет пересадочной для новых линий DART.